# Иргизский Нижне-Воскресенский монастырь
Ни́жне-Воскресе́нский монасты́рь — мужской монастырь Балаковской епархии Русской православной церкви, расположенный в окрестностях города Балаково Саратовской области.
Был основан как старообрядческий мужской монастырь, стал одним из влиятельнейших духовных центров старообрядчества в России, в 1829 году был принудительно преобразован в единоверческий. Закрыт в 1928 году. Официально возрождён как православный монастырь в 2005 году.

## История

### Появление старообрядцев на Иргизе
Окрестности рек Большой и Малый Иргиз уже с начала XVIII века становились местами поселения старообрядцев, несмотря на постоянную угрозу нападений кочевников. В 1727 году архиепископ Казанский Сильвестр (Холмский-Волынец) докладывал Синоду, что «по реке Киргизе (Иргизу) из верховых городов и уездов живут раскольники, убегая от изыскания, с жёнами и детьми, многолюдно». Власти периодически предпринимали поиски таких поселенцев с помощью воинских отрядов, но, несмотря на подобные преследования, местность привлекала всё новых переселенцев. К 1760-м годам в районе проживало «более тысячи российских подданных». Возникает ряд слобод.
Император Пётр III отправил на рассмотрение в Сенат указ о дозволении всем старообрядцам, бежавшим ранее за границу, беспрепятственно возвращаться в Россию с правом свободного вероисповедания. Г. Р. Державин предполагал, что подобный указ появился под влиянием поданного крестьянином деревни Малыковки, бывшей одним из центров старообрядчества, Иваном Серебряковым проекта о заселении слабозаселённых мест по Иргизу старообрядцами из Польши. Екатерина II в декабре 1762 года подтвердила прежний указ, дополнительно пообещав переселенцам освобождение от податей на 6 лет и земельные наделы. Указ стал основным источником для колонизации Саратовского края в XVIII веке — только в 1763 году только из польской слободы Ветки, бывшей долгое время старообрядческим центром, на Иргиз переселилось около 20 тысяч человек. Вместе с переселенцами из Европы на Иргиз втайне потянулись и переселенцы из внутренней России, которым порой тоже удавалось получить земельные наделы.
Вскоре в иргизских слободах появилось несколько старообрядческих монастырей, основанных выходцами из Польши. Точных дат их основания не сохранилось. Несмотря на то, что часто в литературе встречаются сведения об основании монастырей в 1762 году, ещё в начале XIX века саратовский губернатор Петр Беляков отмечал, что эта дата совершенно безосновательна, указывая, что императорский указ вышел лишь 14 декабря, и добраться из Польши до отдалённого Иргиза за оставшиеся две недели никто не смог бы. Другие встречающиеся даты тоже довольно условны, так как в большей части основаны на публикациях уже второй половины XIX века.

### Основание монастыря
Предположительно, первым в 1763 году был основан Воскресенский монастырь. Однако другой современный исследователь пишет, что о времени основания монастыря «совершенно нет никаких документальных сведений».
Основателем считается выходец из польской слободы Ветки Авраамий с братией в 12 человек. Располагался Авраамиев скит около озера, получившего название Монастырского, недалеко от деревни Криволучье на реке Иргиз, в 32 километрах от села Балаково.
Первоначально монахи вели строгую аскетичную жизнь, что снискало им уважение среди местных старообрядцев. По переписи 1762—1765 годов вскоре после основания в Авраамиевом скиту проживало 17 человек.
Если изначально скит ничем не отличался от многочисленных аналогичных, разбросанных по Саратовской губернии, то скоро он выбился из их ряда и стал настоящим местным духовным центром, быстро развиваясь. Насельники монастыря, посчитав, что свобода богослужения, данная им императорским указом, распространяется и на строительство часовен и храмов, активно занялись строительством. В 1764 году в Авраамиевом скиту была построена деревянная часовня во имя Николая Чудотворца. Миряне активно обращались в обитель за поучениями и разъяснениями Писания, совершением обрядов.
В 1780 году настоятель соседнего Исаакиевского скита монах Сергий (Юршев) получил официальное разрешение отправлять здесь богослужение по старым обрядам. Вскоре храмы появились во всех иргизских монастырях. При Сергии, ставшем одним из духовных лидеров иргизских монастырей, в них были окончательно определены монастырские уставы, и обители получили наименования по названиям храмов: Нижне-Воскресенский, Средне-Никольский и Верхне-Успенский (позднее преобразованный в Спасо-Преображенский). Приставки Нижне-, Средне- и Верхне- монастыри получили в соответствии с расположением по течению реки Большой Иргиз.

### Расцвет
С этого времени началась активная публичная деятельность этих монастырей по окормлению старообрядческой паствы. Иргизские монастыри быстро стали всероссийским центром старообрядчества, но лидирующее положение среди них занял Спасо-Преображенский — единственный, который мог проводить богослужение по всем канонам, в Нижне-Воскресенском к 1783 году проживало 3 священника и не было ни одного дьякона, а в Средне-Никольском не было ни тех, ни других.
Воскресенский монастырь стал активно строиться и обзаводиться хозяйством. Вопреки существующему запрету для старообрядцев на создание каменных церковных строений из кирпича были выстроены трапезная и настоятельские покои. Православные церковные власти Саратовской губернии неоднократно пытались привлечь внимание светских властей к подобному нарушению порядка, но были проигнорированы. К 1787—1788 годам в монастыре проживало уже около 200 человек.
В 1791 году монастырь возглавил инок Прохор. Его основным стремлением было желание чтобы Нижне-Воскресенский монастырь ничем не уступал Верхне-Спасо-Преображенскому. Начинается строительство новых храмов, растёт число келий. В 1797 году амбиции Прохора были удовлетворены. К концу XVIII века в иргизских старообрядческих монастырях стали поговаривать о единоверии, причём сторонником перехода обителей под руководство синодальной церкви был Сергий, но его начинание не нашло поддержки, он был сменён на посту настоятеля Верхне-Спасо-Преображенского монастыря и изгнан с Иргиза. Новым духовным лидером иргизских монастырей стал Прохор, пользовавшийся не меньшим уважением.
В начале 1797 года по поручению взошедшего на престол Павла I монастыри с визитом посетил владимирский губернатор Павел Рунич, бывший его доверенным лицом. В Нижне-Воскресенском монастыре хранилась подписанная Руничем копия с императорского приказа:

«Ехать вам в Узени и в прилежащие места, уверьте жительствующих о моём к ним благоволении и о желании моём видеть их всегда в спокойствии и удовольствии»— Труды Рязанской ученой архивной комиссии. Рязань, 1885. Т. I. Вып. I. С. 95
. Рунич остался доволен увиденным, и писал настоятелю Прохору, с которым подружился:

«мне весьма будет приятно, если вы, как по своему монастырю, так и по прочим монастырям иргизским, настоятелей и братию уверите, что могут они о своих нуждах ко мне относиться, дабы я, будучи об оных известным, нашёлся в состоянии показывать вам и им законные мои услуги и пособия…»
 Вскоре по приглашению Рунича Прохор и старец Иосиф из Верхне-Спасо-Преображенского монастыря посетили Санкт-Петербург, где были удостоены императорской аудиенции, имея возможность изложить ему свои просьбы.
Павел I не только на словах, но и на деле благоволил иргизским монастырям. Он даровал монахам освобождение от рекрутской повинности, официально разрешил строительство новых церквей и келий, фактически легализовав монастыри. Вскоре при межевании Саратовской губернии земли, занятые монастырём, были официально оформлены и дарованы ему, что в дальнейшем подтвердил и новый император Александр I, лишь незначительно уменьшив площадь отведённых территорий. В свою очередь монахи не забывали и Павла Рунича даже после его выхода в отставку: сохранилось его письмо в монастырь:

От 1 октября протекшего (1824) года письмо Ваше и осетра с бочонком свежей икры я получил.— Лебедев А. Материалы для истории раскола в Поволжье. Краткий очерк истории Иргизских раскольнических монастырей. С. 8)
Благоволение со стороны трёх российских императоров подряд не могло не сказаться как на благосостоянии монастыря, так и на его религиозном влиянии. Если в первые годы иноки не имели почти ничего, то в начале XIX века имущество монастыря, как и соседних обителей, оценивалось более, чем в сто тысяч рублей — огромную сумму, ставившую его в один ряд с богатейшими монастырями Синодальной церкви. Со всей России в монастырь приезжали старообрядцы с ценными дарами для своей духовной святыни. В собственности монастыря находилось много старинных икон, украшенных жемчугами или серебряными вызолоченными ризами. Посреди главной церкви монастыря висело огромное медное, но обильно высереберенное паникадило с 54 подсвечниками общим весом в 18 пудов.
В духовном плане иргизские монастыри тоже процветали. Соборными постановлениями 1779—1780 годов иргизские монастыри получают фактическую монополию на право приёма беглых священников из РПЦ через миропомазание с оставлением в прежнем сане. Теперь беглопоповские старообрядческие общины со всей России для исправления церковных треб принимали только священников, помазанных в иргизских монастырях. Это сильно подняло авторитет монастырей среди старообрядцев. По данным единоверческого архимандрита Платона в монастыре при Прохоре было около 50 беглых попов, «из коих все, по справе, были разосланы по разным местам России к раскольникам». Священники, посланные Прохором из монастыря служили по всей России, в том числе в Королёвской моленной Санкт-Петербурга в 1811 году. В 1818—1819 годах Нижне-Воскресенский монастырь даже обустроил в Вольске подворье, ставшее сборной станцией для священников, разъезжавшихся из обители по всей стране для служения. Сформировался даже особый рынок. Главы старообрядческих общин выкупали священников на Иргизе (цена «исправленного» священнослужителя колебалась от 500 до 2000 рублей) навсегда или на время, после чего торговали их профессией, перевозя из одного старообрядческого поселения в другое, и зарабатывая на этом неплохие деньги. Практически ежегодно выходили новые и новые запреты монастырям принимать беглых священников, которые благополучно игнорировались.
Иргизские монастыри стали представлять заметную конкуренцию официальной Русской Православной церкви. Ряд исследователей сравнивает влияние иргизских монастырей с такими религиозными центрами как Киев или Афон. Герои романа П. И. Мельникова так говорят о монастырях:

«Как по падении благочестия в старом Риме Царьград Вторым Римом стал, так и по падении благочестия во святой Афонской горе второй Афон на Иргизе явился… Поистине царство иноков было… Жили они беспечально и во всем изобильно…»

### Падение нравов
В значительной части источников отмечается, что нахлынувшие блага изменили жизнь в обители. Если в первые годы после своего возникновения монастырь был центром аскетизма, то позднее монахи в значительной степени отошли от подобающей инокам скромности. Всякий труд в монастыре перестал пользоваться уважением, у многих появились личные хозяйства, а на территории монастыря в праздники и выходные устраивалась ярмарка, на которой продавались в том числе запрещённые для монахов чай, табак, сахар.
Изначально оппозиционное настроение по отношению к официальной Церкви привело к тому, что в обитель принимались любые беглые православные попы. Не спрашивались ни документы, ни причины, по которым они впали в немилость. В то же время многие приходившие в монастырь были лишены сана за неподобающее поведение: за корыстолюбие или пьянство. И от своих привычек они не хотели отказываться и на новом месте. К тому же почти все сбежавшие на Иргиз священники были вдовцами, и не имея возможности по канонам вступить во второй брак, многие не могли устоять перед искушением перед женским полом. И хотя священники проживали не в самом монастыре, по подобные примеры нередко возникали перед иноками, причём крайний дефицит старообрядческих священников вынуждал закрывать глаза на их поведение. Такое попустительство привело к тому, что и монахи монастыря вскоре стали открыто посещать соседние раскольничьи поселения, чтобы свести тесное знакомство с противоположным полом. Один из иргизских старожилов в своих «домашних записках» писал: «За Волгою для кузнецов недоставало углей на ковку цепей, в которые заковывали нетрезвых и буйных иноков и попов, а в кабаках — вина, по причине сластолюбия наших скитников, кои подражая в сластолюбии мусульманам относительно их гаремов, подобно им и свою религиозность соблюдали».
Однако среди российских старообрядцев монастырь продолжал пользоваться уважением и оставался религиозной святыней.
Впрочем, современные исследователи истории иргизских монастырей считают сведения о многочисленных прегрешениях монахов преувеличением и частью антираскольничьей пропаганды, отмечая, что сведения об них появляются лишь в поздних источниках XIX века таких, причём изданных Синодальной церковью, и не подкрепляются архивными документами.

### Переход в единоверие
За годы правления Александра I государство и деятели Церкви несколько раз предпринимали попытки наступления на иргизские монастыри, но все они оканчивались неудачей и не были особо настойчивыми. Периодически по монастырям проводились розыскные мероприятия, так в 1818 году в Нижне-Воскресенском монастыре было поймано 47 беглецов, в 1821 году Министерство внутренних дел предписало монастырю не позволять духовным лицам отлучаться от обители и перестать принимать беглых священников, а в 1826 году был запрещён колокольный звон. Однако монастырское руководство игнорировало подобные требования, да и местная власть в лице губернатора Петра Белякова учитывала огромное число старообрядцев в регионе, в том числе занимавших высокие посты, и не желала ссориться с руководством монастырей, губернатор не раз приглашал к себе настоятелей для советов и консультаций.
Всё изменилось для монастыря с воцарением Николая I. К 1827 году в монастыре жило 300 монахов и послушников. 10 мая 1827 года правительство запретило священникам переезжать из одного уезда в другой, вскоре вышел теперь уже императорский указ старообрядцам не принимать беглых священников. Монастырское руководство эти требования традиционно проигнорировало, однако новый губернатор А. Б. Голицын начал расследование, по итогам которого последовали первые аресты.
По требованию властей настоятель составил статистическое описание обители, сообщив, что в ней имелось 11 священников, 2 церкви, 47 келий.
Весной 1828 года губернатор А. Б. Голицын посетил монастыри, безуспешно пытаясь склонить их к единоверию. Нижне-Воскресенский монастырь был ближе всех к столице губернии и первым попал под давление. 14 июня 1828 года губернатор вновь приехал в обитель, где зачитал перед 62 иноками несуществующий правительственный указ об уничтожении иргизских монастырей, если те не примут единоверия. С помощью подобного обмана ему удалось получить подписку настоятеля Адриана с большей частью братии о принятии единоверия.

«…При сем всепокорнейшее и обще просим вас исполнить волю вышняго правительства, ибо мы душевно желаем принять христопреданную и на утверждённую на камне единоверческую церковь с её обрядами в непродолжительном времени, несмотря на невежествующих и незнающих закона… Употребите, сиятельнейший князь, все средства о переименовании монастыря и церквей наших единоверческими, на пунктах Платона, митрополита московского…»— Мордовцев Д. Л. Последние годы иргизских раскольничьих общин // Дело. — СПб., 1872. — № 1, 2, 4. — С. 149—150.
Однако ни один из оставшихся монастырей примеру Нижне-Воскресенского не последовал. Более того, в Средне-Никольском монастыре незамедлительно собрался собор, на котором отступники были преданы отлучению от общения. Старообрядческая община села Криволучье выдвинула Адриану требование об отказе от единоверия, сопровождая его угрозами. С аналогичными требованиями выступили старообрядческие общины Москвы и Санкт-Петербурга. Поток пожертвований, обеспечивавший благосостояние монастыря прекратился. 10 иноков и 5 бельцов, опасаясь преследований, покинули монастырь вовсе, остальные протестовали и возмущались. 29 июня, подчиняясь давлению, Адриан отправил губернатору письмо за 29 подписями с просьбой вернуть им подписку о переходе в единоверие. Губернатор, вопреки прежним договорённостям, отказал им в этом. Вместо этого начались новые аресты: 15 июня был арестован один из иноков, в начале июля ещё четверо, 8 июля — последний священник монастыря. Российское правительство, опираясь на предложения губернатора ещё больше ужесточило запреты для монастыря: запрещалось отлучаться из монастыря без разрешения губернатора, запрещалось принимать желающих в бельцы и послушники, постригать в монахи, запрещалось проживание лиц по просроченным паспортам.
Местное население, преимущественно состоящее из старообрядцев, активно включилось в противостояние церквей. Многие окрестные селения (Сухой Отрог, Кормёжка, Криволучье, Большой Кушум), ранее, при переписи религиозных конфессий в 1811 году, указавшие себя как православные, теперь открыто требовали признать их старообрядческими, 554 жителя этих деревень подали официальные прошения о занесении в списки раскольников.
В октябре Адриан, устав от борьбы и с властями, и с братией отказался от должности настоятеля, на его место был выбран Никанор. В январе 1829 года губернские власти усилили давление на настоятеля, устроив фактически охоту на бельцов монастыря, отлавливая их по одному и отправляя в солдаты. В итоге уступая насилию, на принятие единоверия согласился уже Никанор. Ему удалось склонить на свою сторону 9 иноков, а активные противники принятия единоверия, во главе с Прохором, были частью сосланы в Сибирь, частью отданы в солдаты, нескольким престарелым инокам было разрешено переселиться в Спасо-Преображенский и Никольский монастыри. В обмен Никанор просил освободить 8 жителей обители, содержавшихся в заключении на этот момент, но губернатор прошение проигнорировал.
Жителям соседних сёл в штыки восприняли известие о пришествии в их монастырь единоверческой церкви. Как писал Голицын: «в стёкшемся народе из соседственных селений, Мечетного и Криволучья, приметен был дух беспокойства и даже буйства, по случаю тому, что им было известно соглашение иргизских настоятелей к принятию единоверческой церкви». Жители даже собирались на тайные сходки, возмутить на волнения других старообрядцев уезда. Реакция властей не заставила ждать: окрестную молодёжь, годную к военной службе забрали в солдаты, негодную сослали на поселение, а мальчиков записали в военные кантонисты.

### Единоверие
27 июля 1829 года Нижне-Воскресенский монастырь был утверждён в ведомстве Святейшего правительствующего синода как единоверческий мужской монастырь 3-го класса, штат которого состоял из игумена и 12 монахов.
В октябре обе церкви монастыря были заново освящены, но монастырь к этому времени уже опустел, желающих перейти в единоверие нашлось совсем немного. Большинство разбрелись по стране в поисках лучших мест, где можно было бы жить, соблюдая обряды и традиции. Участь монахов вызывала сочувствие со стороны населения, «их считали мучениками за веру, имели с ними сношение и благоговели перед ними», таким образом правительство не только не перебороло старообрядчество, но, напротив, способствовало его распространению по стране.
С принятием единоверия в самом монастыре мало что изменилось. Различия в богослужебной практике были довольно незначительными, и в монастыре сохранялись традиции старообрядческого монастыря. Однако лишённый поддержки местного населения монастырь вряд ли бы просуществовал долго в новом состоянии, если бы в 1828 году не активизировалась миссионерская деятельность во вновь созданной Саратовской епархии. Саратовские архиереи предполагали сделать монастырь центром борьбы с расколом, так как из-за удалённости Саратова это было сделать затруднительно, а близлежащий Вольск собственно и был оплотом староверия. Неприятие местным населением единоверческого характера монастыря доходило до того, что на нового настоятеля монастыря архимандрита Платона даже было совершено покушение, и смерти он избежал лишь чудом.
Спустя несколько лет Платон уже помогал властям обратить в единоверие дольше всех противящийся Верхне-Спасо-Преображенский монастырь. Он окропил раскольничьи святыни и храм святой водой, после чего, по мнению раскольников, они потеряли свою святость, тем самым лишив их смысла сопротивления.
C 1 января 1851 года монастырь стал относиться к созданной Самарской епархии.
В 1863 году деревянная Рождества Богородицы церковь была разобрана, на её месте возвели каменную тёплую однопрестольную церковь во имя Рождества Пресвятой Богородицы.
В 1907 году под Воскресенскую церковь и колокольню были подведены каменные фундаменты. Тогда в монастыре проживало всего 14 монахов и 15 послушников.
Монастырь содержал школу в селе Криволучье, открытую в 1894 году в доме местного крестьянина Исидора Дружинина, постригшегося в монахи. В 1897 году в монастыре было построено здание для училища, где обучали единоверческому чтению, письму и крюковому пению. В училище дальнейшем занималось несколько десятков учеников.

### Монастырь при советской власти
После установления советской власти братия пыталась сохранить обитель под видом трудовой артели, но это лишь ненадолго отсрочило закрытие монастыря. В январе 1928 года монастырь был закрыт.
Его храмы были уничтожены: ранее в 1918 году сгорела Воскресенская церковь, построенная ещё в 1789 году, а каменный храм Рождества Богородицы был разобран. Главный храм во имя Воскресения Христа Спасителя поставили на учёт в Главном управлении науки Наркомпроса как художественный исторический памятник, и самарский губисполком даже выделил средства на его ремонт и реставрацию. Однако во время второй волны борьбы с религией в начале 1930-х годов храм был уничтожен.
Находившееся на территории монастыря кладбище сровняли с землёй, а богатые каменные надгробья использовали в хозяйственных целях либо побросали в Монастырское озеро.
В оставшихся настоятельском и братском корпусах размещались в разное время разные социальные учреждения: санаторий, детский дом. Дольше всех здесь «задержалась» психиатрическая лечебница, открывшаяся в 1956 году. В 2003 году из-за недостатка средств психиатрическая лечебница была закрыта.

### Современный период
В июле 2004 года по указу епископа Саратовского и Вольского Лонгина (Корчагина) на территории монастыря было учреждено подворье Свято-Никольского монастыря Саратова во главе с иеромонахом Максимилианом (Кононенко).
12 февраля 2005 года в одном из полуразрушенных корпусов был отслужен первый молебен. Журналистка Наталья Волкова, посетившая восстанавливаемый монастырь в то время писала:

Пустыми глазницами выбитых окон смотрят на нас возведенные в советское время здания бывшей больницы. От одного из них остались только стены. Старинные монастырские постройки XIX столетия — три братских корпуса и дом настоятеля — выглядят куда лучше. Внушительной толщины стены строили на века, а крыши не успели или не смогли разобрать. Но поражает даже не это, а стройность архитектурного замысла. Представьте себе в заволжской глуши двухэтажное здание в стиле модерн… Можно понять, что некогда монастырский комплекс был правильной прямоугольной формы, а в центре его возвышался храм в честь Воскресения Господня.
Где были святые врата? Где размещалось братское кладбище? Пока неясно. Известно только, что на колокольне были куранты, в церкви — уникальный семиярусный иконостас, богатейшая ризница… Была и вторая церковь, освященная в честь Рождества Пресвятой Богородицы с приделом во имя святого Иоанна Богослова. Где она располагалась — теперь тоже установить трудно. Зато издалека видно невысокое розовое здание с небольшим колоколом, висящим на перекладине световой опоры, — нынешний храм во имя апостола Иоанна, бывшая поварня. Он — предмет особой заботы отца Максимилиана. До Пасхи, престольного монастырского праздника, необходимо и территорию вокруг в порядок привести для Крестного хода, и потихоньку обустраивать церковь дальше. Ведь главное в монастыре — его молитвенная жизнь, богослужения.
— «Православная вера», газета Саратовской епархии, №6, март 2005 г.
27 декабря 2005 года постановлением Священного Синода восстанавливаемый Нижне-Воскресенский мужской монастырь на Иргизе был выделен в самостоятельный монастырь.
5 октября 2011 года монастырь отошёл в подчинение новоучереждённой Покровской епархии, которая была выделена из части Саратовской.
24 марта 2022 года в связи с выделением из состава Покровской епархии, Балаковской епархии монастырь был передан последней.

## Устройство монастыря
В литературе не сохранилось никаких сведений о правилах управления иргизскими монастырями. В некоторых публикациях они называются общежительными, впрочем, безо всяких на то оснований. Однако сохранился монастырский устав, созданный по аналогии с уставом Верхне-Спасо-Преображенского монастыря, утверждённый общим собранием и относящийся преимущественно к настоятелю:

1. Всеми силами пещись о братии.
2. Иметь при себе 12 человек из братии для совета, без которого не делать никаких дел.
3. В церквах иметь кружку с подаяниями, которые идут исключительно священникам.
4. Если кто из братии станет виновным, то его кормить, воли не лишать, а наказывать лишь по определению с советом.
5. Все суммы подношений поступают к настоятелю, но шнуровые книги прихода-расхода проверяют старцы.
6. Для получения подношений в письмах назначить особого поверенного, который будет их получать, записывать в книги, передавать настоятелю, а тот передает казначею или уставщику церкви.
7. Приходящих на богомолье или для житья ни под каким видом без Совета не принимать.
8. Для приезжих казначей выделяет все потребное.
9. Без Совета и казначея настоятелю никуда самовольно не ездить.
10. Трата денег настоятелем лишь после согласия Совета и казначея.
11. Если кто-то из братии окажется виновным в преступлении выдавать того в присутственные места по желанию всей братии.
12. Излишнего скота не держать, а для ухода за ними держать соответственное число работников.
13. Если настоятель не будет все это исполнять, Совет доносит об этом другим настоятелям, если же настоятель не подчиняется избирается новый.

## Настоятели
Первым настоятелем монастырям стал его основатель, инок Авраамий, до своего бегства в Польшу бывший крестьянином Казанской губернии.
После смерти Авраамия пост настоятеля занял монах Адриан, некогда казак из Самары, пришедший на Иргиз вместе в Авраамием, но его руководство было недолгим, известно, что уже в 1789 году обитель возглавлял монах Лев. В 1791 году он уступил свой пост самому известному из всех настоятелей монастыря — Прохору. Точных сведений о его жизни до появления в монастыре не имеется. Рассказывали, что он был сыном богатого вольского купца, обладал большим состоянием, и даже ссужал деньгами наследника престола Павла Петровича, который не забыл своего кредитора став императором. Имелись и другие слухи, в которых Прохор был то сыном грузинского царя, а то сыном самой Екатерины II.
Особые слухи ходили вокруг его появления в монастыре: якобы богатый саратовский купец Калмыков, торговавший хлебом по всей России, однажды отправил большой караван с товаром на Урал, во главе которого поставил своего сына Петра. Однако недалеко от Урала на караван напала какая-то кочевая орда, которая похитила весь хлеб, а Петра убила. Однако спустя некоторое время к Калмыкову явился какой-то человек, объявивший себя его сыном, рассказав, что его не убили, а взяли в плен, откуда он бежал при возможности. После чего он выпросил у отца разрешение постричься в монахи, для исполнения данного себе в плену клятвенного обета. Для этого он отправился в Авраамиев скит, где и был пострижен под именем Прохора.
Так или иначе, примерно в 1788 году в монастыре появился инок Прохор, который уже спустя три года занял пост настоятеля. Вскоре он ещё более возвысился, одержав верх в противостоянии с духовным лидером всех иргизских монастырей Сергием, и заняв его место, став фактически старообрядческим «патриархом». При нём монастырь вступил в эпоху процветания, велось новое строительство, только на пополнение ризницы было потрачено, по некоторым сведениям, более ста тысяч рублей. Около сорока лет Прохор стоял во главе Воскресенского монастыря, из которых около 30 лет он также фактически был главой всех иргизских монастырей. При нём в монастырях было построено несколько церквей, десятки келий, значительно увеличилось число монахов и послушников: в эпоху наибольшего расцвета в монастырях проживало до 3000 человек.
В 1820 году в Нижне-Воскресенском монастыре состоялись перевыборы настоятеля, на которых по требованию Вольского старообрядческого общества Прохор был снят с должности, а на его место назначен Тарасий, но уже в сентябре 1825 года Прохор вновь возглавил монастырь.
Во время гонений на монастырь в 1828 году его возглавлял настоятель Адриан, но осенью он подал в отставку, новым строителем монастыря стал Никанор, при котором монастырь окончательно перешёл в единоверие. Он же стал первым настоятелем единоверческого монастыря.
В 1831 году по прошению братии новым настоятелем стал насельник Единоверческого Высоковского монастыря Костромской епархии инок Платон, некогда бывший послушником в Средне-Никольском монастыре, и ушедший в обитель к перешедшему в единоверие и изгнанному с Иргиза первому иргизскому «патриарху» Сергию. Он установил в монастыре строгие порядки, искоренив всякие отклонения от строгости монастырской жизни, занимался миссионерством, обратив в единоверие 53 крестьянина села Криволучье, за что был награждён орденом Святой Анны 2-й степени. Впрочем, многие историки считают, что подобные принятия единоверия в окрестностях иргизских монастырей были лишь фикцией, целью которой было получить в село священника для справления треб, при этом все обряды и службы велись в дальнейшем по раскольничьим канонам, о единоверии не вспоминая.
В дальнейшем монастырь находился под управлением архимандрита Марсалия, основавшего училище, и других управителей, не оставивших такого заметного следа в истории обители.
Главой воссоздаваемой с 2004 года обители стал иеромонах (позднее игумен) Максимилиан (Кононенко), бывший насельник Свято-Троицкой Сергиевой Лавры. 25 декабря 2014 года иеромонах Иоанн (Фощий) назначен новым настоятелем обители.

## Имущество монастыря
В 1786 года стараниями настоятеля Авраамиева скита Адриана вместо существовавшей часовни началось строительство нового храма во имя Воскресения Христова, освящённого в 1789 году. Это была пятиглавая деревянная церковь, построенная и обустроенная на средства знаменитого винного откупщика Василия Алексеевича Злобина. В храме находился большой и редкий даже для «никонианских» храмов семиярусный иконостас, иконы для которого писал знаменитый тверской иконописец Иван Пешехонов. Четыре из восьми икон местного ряда были украшены тяжёлыми серебропозолоченными окладами. Остальные иконы тоже были богато украшены. Имелась при храме шитая золотом и серебром старинная плащаница, изготовленная в 1351 году, на которой изображались двунадесятые праздники. В храме имелась особая святыня: маленькая складная деревянная семиглавая церковь, в которой по преданию, служили в Москве ещё во времена татаро-монгольского ига. Другой достопримечательностью храма была огромная дарохранительница, на изготовление которой ушло четыре с половиной пуда меди и полтора пуда серебра. Она едва помещалась на престоле. Её размеры были вынужденными, так как старообрядцы из-за редкости литургий, проходивших по обряду, нуждались в большом количестве Святых Даров. Священники служили литургию на огромном Агнце, который затем дробился на тысячи частиц, помещавшихся в дарохранительницу, и в дальнейшем развозившихся по всей России. Отличался храм и весьма красивыми вызолоченными медными Царскими вратами, а также огромным медным же, но посеребрённым шестиярусным паникадилом с 54 подсвечниками общим весом в 18 пудов, в котором на праздники зажигалось четыре пуда свечей. Священнические и диаконские облачения, стихари, воздухи и покровцы отличались красотой.
Всего по описи, сделанной епископом Иаковом (Вечерковым) в монастыре имелось до 20 древних антиминсов, хотя большинство не имело святых мощей, самый старый из которых был освящён в 1536 году.
Была построена отдельно стоящая колокольня, на которой находилось одиннадцать колоколов и куранты.
В 1795 году в Нижне-Воскресенском монастыре появилась ещё одна тёплая двухпрестольная деревянная церковь во имя Рождества Богородицы с приделом во имя апостола Иоанна Богослова. Средства для её строительства были выделены вновь Василием Злобиным.
В 1791 году на противоположном берегу Иргиза появился монастырский хутор для хранения хлеба и прочих припасов. Кроме хозяйственных построек, среди которых были две ветряных и одна водяная мельницы, в нём также находилось десять деревянных келий. В версте от монастыря находилась пасека. Имелись рыбные ловли на Большом Иргизе и Большом Кушуме, а также монастырском озере. По генеральному межеванию 1801 года Нижне-Воскресенский монастырь получил в вечное владение 2060 десятин земли, часть из которой сдавалась в аренду.
В самом монастыре число келий было увеличено до 50, некоторые из которых были двухэтажными. Три келейных корпуса были выстроены из кирпича. Тогда же, в конце XVIII века в монастыре появились библиотека, больница, монастырь был обнесён высокой деревянной оградой, с одними каменными воротами.
В 1863 году деревянная Рождества Богородицы церковь была разобрана, на её месте был построен новый каменный храм. Во второй половине XIX века монастырский хутор обзавёлся кузницей, помещениями для скота, паровой мельницей м кирпичным заводом, построенным в 1897 году.
По сведениям Александра Лебедева, в начале XX века среди трёх мужских иргизских монастырей Нижне-Воскресенский монастырь обладал самой крупной библиотекой среди иргизских монастырей, в нём находилось около 450 старопечатных памятников.